# Foezel
Met foezel wordt weleens slechte wijn met veel bezinksel aangeduid.
De meervoudsvorm foezels wordt gebruikt voor de bijproducten van een alcoholische gisting. De hogere alcoholen zoals butanol en propanol kunnen ontstaan wanneer het vergistingsproces bij hogere temperaturen plaatsvindt. Deze alcoholen zijn giftiger dan ethanol en zullen meer bijdragen aan een kater wanneer men er genoeg van drinkt.